# Manaquí de coroneta blanca
El manaquí de coroneta blanca (Lepidothrix nattereri) és un ocell de la família dels píprids (Pipridae).

## Hàbitat i distribució
Habita la selva pluvial, a les terres baixes a l'extrem nord-est de Bolívia i sud del Brasil amazònic.